# Jean Ier d'Arcis
Jean Ier d'Arcis ou Jean de Montréal, né vers 1150 et mort le 7 juillet 1191 à Acre, est seigneur d'Arcis et de Pisy à la fin du XIIe siècle. Il est le fils d'Anséric III de Montréal, seigneur de Montréal et sénéchal de Bourgogne, et de son épouse Adélaïde de Pleurs, dame d'Arcis.
Il est à la fois vassal du comte de Champagne pour son château d'Arcis et du duc de Bourgogne pour son château de Pisy.
Il participe à la troisième croisade avec son frère aîné Anséric IV de Montréal et arrive au siège de Saint-Jean-d'Acre avec l'armée du comte Henri II de Champagne mais il meurt, probablement au combat, près d'une année plus tard. Il est alors remplacé par son fils aîné Jean II d'Arcis.

## Biographie

### Origines
Jean de Montréal est le fils d'Anséric III de Montréal, seigneur de Montréal et sénéchal de Bourgogne, et de son épouse Adélaïde de Pleurs, dame d'Arcis.
La famille de Montréal est l'une des plus anciennes et puissantes familles du duché de Bourgogne, dont elle est vassale. Toutefois, par le jeu des alliances matrimoniales elle possède également plusieurs fiefs dans le comté de Champagne, notamment celui d'Arcis.
Sa mère Adélaïde de Pleurs, avant d'épouser son père, était veuve d'Hélie de Montmirail, seigneur de Montmirail et de La Ferté-Gaucher et vicomte de Meaux, dont elle avait eu trois premiers enfants. Il est donc le demi-frère de cette famille.
Sa grand-mère paternelle Hélvide de Baudément, après avoir été veuve de son grand-père Hugues de Montréal, épouse en secondes noces Guy Ier de Dampierre avec qui elle a sept autres enfants. Il est donc cousin de cette famille.

### Début de carrière

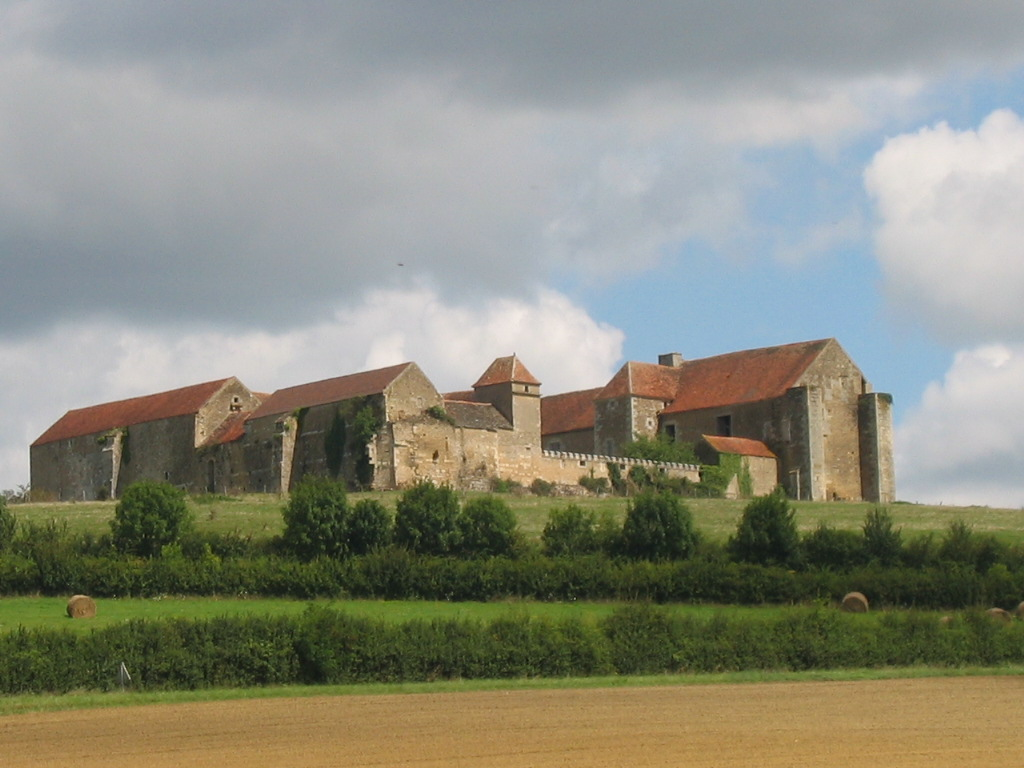
Château de Pisy.

À la mort de ses parents, son frère aîné Anséric IV de Montréal hérite de la seigneurie paternelle de Montréal alors que lui hérite de la seigneurie maternelle d'Arcis ainsi que de celle de Pisy tandis que son frère puîné Gui de Montréal obtient celle de Beauvoir.
Il possède probablement la seigneurie d'Arcis dès la mort de sa mère vers 1170, car il apparait en 1172 dans une charte du comté de Champagne comme seigneur d'Arcis alors que son père est toujours vivant,.
Il apparait par la suite régulièrement dans l'entourage de son frère aîné et est cité comme témoin dans plusieurs de ses chartes.

### Croisade
En 1189, comme son frère Anséric IV de Montréal, il fait le vœu de se croiser et de se joindre à la troisième croisade. Dans le courant de l'année, il effectue à Arcis un don en faveur des abbayes des Écharlis et de Fontainejean en présence de sa femme, de ses enfants, de son frère, de son cousin Guy de Dampierre et de son beau-frère Gaucher de Joigny. Il est ensuite à Montréal comme témoin d'un don de son frère pour le prieuré Saint-Bernard de Montréal, puis à Meursault dans la fin de l'année où il témoigne d'un autre don de son frère en faveur de l'abbaye de Cîteaux.
Il arrive au siège de Saint-Jean-d'Acre le 27 juillet 1190 avec les troupes du comte de Champagne Henri II,. Il meurt près d'un an plus tard, probablement au combat ou des suites d'une blessure, le 7 juillet 1191, quelques jours avant la reddition de la ville.

## Famille

### Mariage et enfants

Blason de la maison de Joigny.

Vers 1175, il épouse Hélisende de Joigny, fille de Renard IV de Joigny, comte de Joigny, et de son épouse Adélaïde de Nevers, et ont ensemble quatre enfants :
- Jean II d'Arcis, qui succède à son père ;
- Guy d'Arcis, qui succède à son frère ;
- Anséric d'Arcis, chanoine de Saint-Étienne de Troyes en 1210, sous-doyen de Troyes en 1218, trésorier de l'église de Langres en 1222 puis doyen de Langres en 1226 jusqu'à sa mort fin 1226 ou courant 1227 ;
- probablement une fille, qui épouse un homme de la famille de Crux, seigneur d'Annoux, d'où postérité.

Après sa mort, sa veuve Hélisende de Joigny épouse en secondes noces Milon du Puiset, comte de Bar-sur-Seine, dont elle a trois autres enfants (Hugues du Puiset, Gaucher du Puiset et une fille qui serait devenue religieuse à l'abbaye du Paraclet. Certains historiens du XIXe siècle ont mentionné Guillaume de Chartres, quatorzième maître de l'Ordre du Temple comme étant son fils mais c'est probablement une erreur).

## Source
: document utilisé comme source pour la rédaction de cet article.
- Henri d'Arbois de Jubainville, Histoire des ducs et comtes de Champagne, tomes 4a et 4b, Paris, Librairie Auguste Durand, 1865 (lire en ligne).
- Ernest Petit, « Seigneurie de Montréal-en-Auxois », Bulletin de la Société des sciences historiques et naturelles de l'Yonne,‎ 1865, p. 68-261 (lire en ligne).
- Ernest Petit, Histoire des ducs de Bourgogne de la race capétienne, tome 3, Dijon, Imprimerie Darantière, 1889 (lire en ligne).
- Édouard de Saint Phalle, « Les seigneurs d'Arcis sur Aube », Mémoire de la Société Académique de l'Aube, vol. 137,‎ 2013, p. 39-108.